# Печатная синдикация
Печатная синдикация (англ. Print syndication) — распространение прав на публикацию тех же новостей, статей, колонок, карикатур, комиксов и других видов печатной продукции в различных газетах, журналах и веб-сайтах. При этом сторона, продающая разрешение на синхронную или повторную публикацию, должна располагать авторскими или представительскими правами на эту продукцию.
К известным национальным и международным корпорациям, использующим такой способ «совместной или повторной публикации» новостей и других видов продукции, относятся «Family Features Editorial Syndicate», «Guardian News Service», «News International Syndication», «The New York Times News Service», «North Star Writers Group», «Telegraph Media Group», «Tribune Media Services», «Project Syndicate», пресс-группа «Universal Press Syndicate», международное агентство «IFA-Amsterdam».
«3DSyndication» включает в себя такие группы, как «Syndication Service from India», «Syndications Today» и «Times Syndication Service of India».
Группы «Creators Syndicate», «King Features Syndicate», «NI Syndication», «United Media» и «Washington Post Writers Group», являются ведущими агентами карикатуристов и создателей комиксов, предоставляя возможность публикации комиксов и карикатур от имени художника. При этом авторские права на их публикацию в некоторых случаях могут принадлежать не автору, а синдикату, проводящему отбор произведений для публикации из полученных вариантов.
«Cagle Cartoons» также предлагает готовые для публикации карикатуры и колонки. Созданный в 2004 году финский «Royal Comics Syndicate» предлагает для последующей публикации комиксы.